# Ovidiu-Cristian-Dan Marciu
Ovidiu-Cristian-Dan Marciu (n. 13 iunie 1953

) este un politician român care a ocupat funcția de senator în legislatura 2016-2020. 

## Controverse
Pe 15 decembrie 2020 Crisitian Marciu a fost trimis în judecată de Parchetul de pe lângă Înalta Curte de Casație și Justiție pentru săvârșirea infracțiunii de uzurpare de calități oficiale. În acest dosar a fost trimis în judecată și fostul președinte al Senatului Călin Popescu-Tăriceanu. Pe 20 iunie 2022 Cristian Marciu a fost achitat definitiv de Înalta Curte de Casație și Justiție în acest dosar.